# Стопар, Юре
Юре Стопар (словен. Jure Stopar, макед. Јуре Стопар, 17 января 1986, Крань, Югославия) — словенский и северомакедонский хоккеист, нападающий. Лучший бомбардир в истории сборной Северной Македонии.

## Биография
Юре Стопар родился 17 января 1986 года в югославском городе Крань (сейчас в Словении).
Занимался хоккеем в клубе «Триглав» из Крани.

### Клубная карьера
На взрослом уровне дебютировал в сезоне-2002/2003, когда провёл в чемпионате Словении 8 матчей и забросил 1 шайбу за «Триглав». Следующий сезона также провёл в «Триглаве».
В 2004 году перешёл в «Славию» из Любляны. В её составе играл в чемпионате Словении и Интерлиге, объединявшей команды из Австрии, Польши, Сербии, Словакии, Словении, Венгрии и Хорватии. Самым результативным для Стопара в «Славии» стал сезон-2005/2006, в котором он в 48 матчах забросил 20 шайб и сделал 23 результативных передачи.
Часть сезона-2007/2008 провёл в Дании в составе «Тотемпо» из Видовре.
В сезоне-2008/2009 играл за словенский «Марибор», в 43 матчах чемпионата страны забросил 21 шайбу, сделал 25 результативных передач.
Сезон-2009/2010 провёл во Франции, играя во второй лиге за «Мюлуз». В сезоне-2010/2011 выступал за «Олимпию» из Любляны, но в 56 матчах Австрийской хоккейной лиги набрал лишь 6 (1+5) очков. В следующем сезоне вернулся в «Мюлуз».
В 2015 году после трёхлетнего перерыва возобновил карьеру в ОАЭ в составе «Аль-Айн Тибс», за который выступал в течение трёх сезонов.

### Карьера в сборной
В 2003—2004 годах играл за юношескую сборную Словении на чемпионате мира в первом дивизионе, провёл 10 матчей, набрал 6 (1+5) очков.
В 2006 году в составе сборной Словении в первом дивизионе молодёжного чемпионата мира сыграл 5 матчей, набрал 3 (2+1) очка.
В сезоне-2007/2008 провёл за сборную Словении 6 матчей, набрал 3 (2+1) очка.
В последние годы выступает за сборную Северной Македонии. Проведя 5 матчей, Стопар стал её рекордсменом по числу заброшенных шайб (19), голевых передач (8) и набранных очков (27).